# Táňa Fischerová
Taťana Fischerová (plus connue sous le nom de Táňa Fischerová), née le 6 juin 1947 à Prague et morte le 25 décembre 2019, est une actrice, écrivain, femme politique, activiste et animatrice de télévision tchécoslovaque puis tchèque. 
De 2002 à 2006, elle est députée à la Chambre tchèque. Elle est candidate à l'élection présidentielle de 2013.

## Biographie

### Origines et carrière d'actrice
Son père, Jan Fischer (ou Fišer) était un directeur de théâtre emprisonné dans les camps de concentration de Theresienstadt et Auschwitz pendant la Seconde Guerre mondiale ; sa mère était danseuse. Elle étudie à l'Académie Janáček des arts musicaux de Brno, même si elle ne finit pas ses études pour s'engager dans une troupe dramatique de Prague, à la fin des années 1960. Elle est licenciée en 1973 pendant la période de Normalisation, puis poursuit sa carrière au théâtre Jiří-Wolker. Elle arrête la scène après la naissance de son fils, Kryštof, qu'elle a avec le compositeur Petr Skoumal. Elle travaille ensuite comme actrice, mais en travailleuse indépendante. Elle collabore durant sa carrière avec plusieurs personnalités du cinéma tchèque, comme Evald Schorm, Antonín Máša, Jaromil Jireš et Karel Kachyňa.

### Carrière politique
En 1989, elle signe la pétition Několik vět (« Quelques phrases »), une des bases de l'initiative de dissidents, la Charte 77 ; elle commence alors à s'engager dans l'activisme politique. Aux élections législatives de 2002, elle est élue députée, en tant que candidate indépendante néanmoins placée sur la liste du parti libéral Union de la liberté-Union démocratique. Elle échoue lors de sa candidature suivante, cette fois-ci pour conquérir un siège au Sénat.
Candidate à l'élection présidentielle de 2013, elle est l'une des trois femmes à se présenter avec Zuzana Roithová et Jana Bobošíková. Son équipe récolte 65 000 signatures de citoyens, dépassant le quota de 50 000 pour que la candidature soit valide. Elle termine septième avec 3,23 %, et ne se qualifie pas pour le second tour.
Elle est membre du conseil d'administration de la fondation Dagmar et Václav Havel Vise 97  et membre d'Amnesty International. Avec la chanteuse Marta Kubišová et le réalisateur Jan Kačer, elle aide à organiser une série de concerts de charité annuels, évènement diffusé à la télévision tchèque.

## Filmographie
- 1967 : Hôtel pour étrangers (Hotel pro cizince)
- 1986 : Lev s bílou hřívou
- 1989 : Svědek umírajícího času

## Publications
- (cs) Bílý den... a jiné příběhy, Prague : Troja, 1999, 119 p.  (ISBN 80-902-4282-0).
- (cs) Jeden čas seje, jeden plody sbírá, illustration Ivan Svatoš, Prague : Svatošovo nakladatelství, 2002, 35 p.  (ISBN 80-238-9785-3).
- (cs) Lydiiny dveře, illustration Lýdie Hladíková, Prague : Porozumění, 1994, 84 p.  (ISBN 80-238-1948-8).
- (cs) Táňa Fischerová: nežít jen pro sebe, Prague : Portál, 2002, 133 p.  (ISBN 978-807-1786-542) (interview avec Daniela Brůhová).
- (cs) Láska nevládne, láska tvoří: hledání cest k proměně společnosti, Hranice : Fabula, 2012, 177 p.  (ISBN 978-808-7635-025) (coécrit avec Radomil Hradil).
- (cs) Světliny 2: putování k polednám, Prague : Chvojkovo nakladatelství, 2006, 144 p.  (ISBN 80-861-8352-1) (coécrit avec Ludvík Procházka et Karel Funk).